# Bruden var i sort
Bruden var i sort (fransk: La mariée était en noir) er en fransk thriller fra 1968, instrueret af François Truffaut.

## Handling
Filmen handler om Julie Kohler, der blev enke umiddelbart efter hun var blevet gift, idet hendes mand blev skudt på trappen foran kirken,
efter vielsen. Ingen ved hvor skuddet kom fra. Alligevel lykkes det Julie, efter at hun er blevet forhindret i at begå selvmord af sorg, at opspore de fem mænd, der var sammen om, at myrde hendes mand og slå dem ihjel en efter en.

## Medvirkende
- Jeanne Moreau som Julie Kohler
- Michel Bouquet som Coral
- Jean-Claude Brialy som Corey
- Michel Lonsdale som Rene Morane